# SIMM

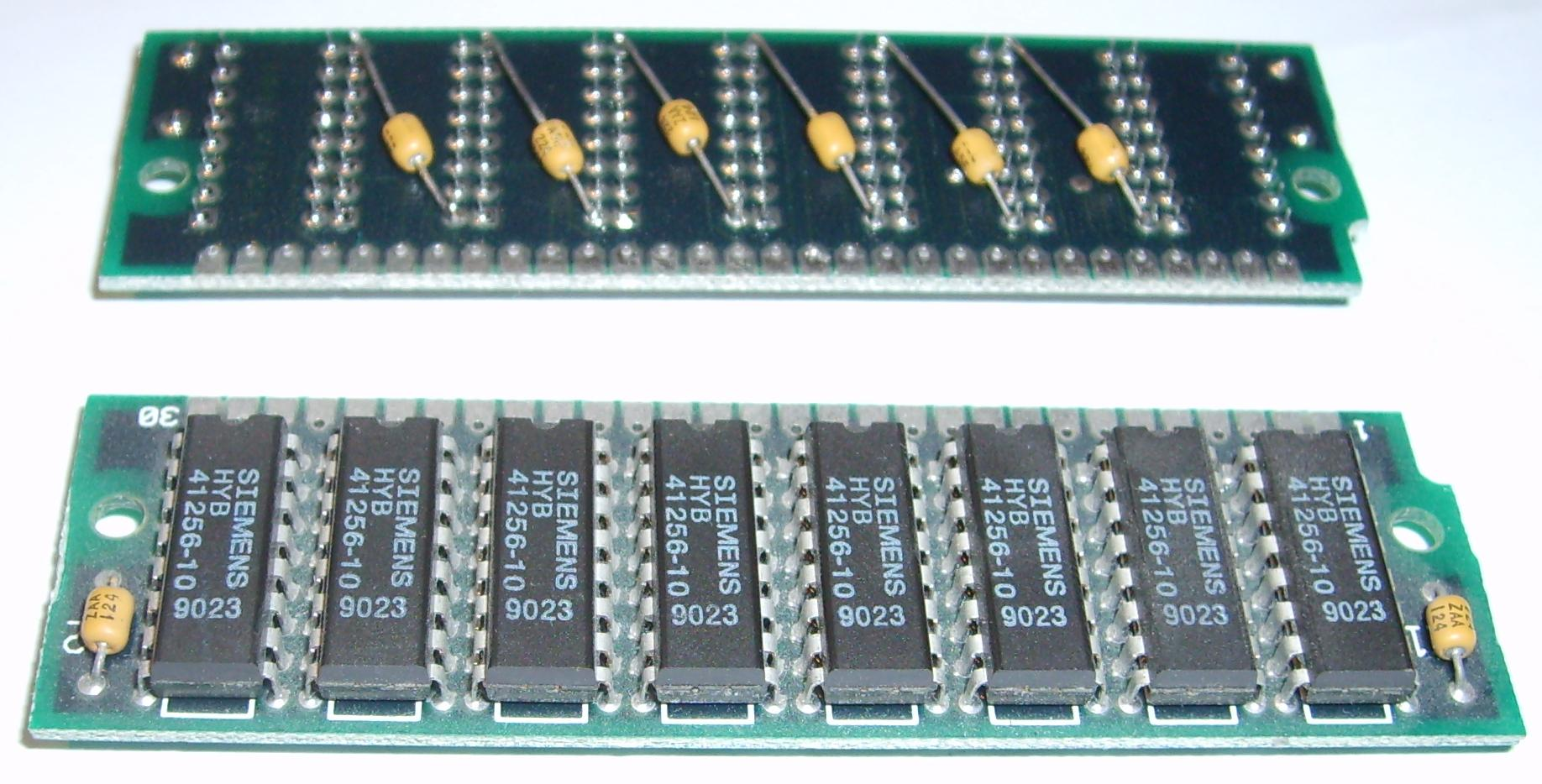
30 pin SIMM, 256kb

In informatica ed elettronica una SIMM (acronimo dell'inglese Single In-Line Memory Module, lett. "modulo lineare di memoria a singola faccia") è un componente hardware costituito da una serie di circuiti integrati di memoria RAM caratterizzata dall'avere tutti i moduli di memoria interconnessi con contatti di uscita condivisi, con l'eccezione del modulo di correzione errori che presenta una serie di contatti aggiuntiva per il solo input/output.
Fu introdotta nelle motherboard per microprocessori Intel 80286, Intel 80386 e Motorola 68000; originariamente presentava una lunghezza di 3,5 pollici, 30 pin e dati a 8 bit, si trovavano in tagli da 256, 512 kilobyte, 1, 2, 4, 8 megabyte con un tempo di accesso di circa 70 nanosecondi e necessitavano di un'alimentazione di 5 Volt.
Successivamente vennero introdotte delle schede SIMM a 72 pin, lunghe 4,25 pollici, capaci di gestire dati a 32 bit che vennero usate nelle motherboard per 486, Pentium e Motorola 680x0. Aumentò anche la capacità di un singolo modulo, disponibile in tagli da 4, 8, 16, 32 e 64 megabyte. Per le SIMM a 72 pin il tempo di accesso scese anche a 60 nanosecondi.
Le SIMM furono sostituite dalle DIMM.